# A California Seals játékosainak listája
Ez a lista a National Hockey League-ben szerepelt California Seals profi jégkorongcsapat játékosait tartalmazza, akik legalább egy mérkőzésen jégre léptek a csapat színeiben.

Tartalomjegyzék: 
| Ábécé szerinti tartalomjegyzék                      |
| --------------------------------------------------- |
| A B C D E F G H I J K L M N O P Q R S T U V W X Y Z |

## A
- Paul Andrea

## B
- Danny Belisle
- Barry Boughner
- Gerry Brisson
- Charlie Burns

## C
- Gary Croteau

## E
- Gerry Ehman
- Jack Evans

## F
- Tony Featherstone
- Norm Ferguson

## G
- Stan Gilbertson
- Hilliard Graves

## H
- Ted Hampson
- Jocelyn Hardy
- Ron Harris
- John Henderson
- Dennis Hextall
- Bill Hicke
- Ernie Hicke
- Ed Hoekstra
- Harry Howell

## I
- Earl Ingarfield

## J
- Gary Jarrett

## K
- Bob Kabel
- Forbes Kennedy

## L
- Mike Laughton
- Bobby Leiter

## M
- Bert Marshall
- Dick Mattiussi
- Wayne Maxner
- Jack McCartan
- Jean-Guy Morissette
- Wayne Muloin

## O
- Don O'Donoghue
- Gerry Odrowski

## R
- Dick Redmond
- Doug Roberts

## S
- Al Smith
- Gary Smith
- Bob Sneddon
- Ron Stackhouse
- George Swarbrick

## T
- Tom Thurlby

## V
- Carol Vadnais

## W
- Tommy Williams
- Chris Worthy
- Keith Wright